# The Black Stork
The Black Stork er en amerikansk stumfilm fra 1917 af Leopold D. Wharton og Theodore W. Wharton.

## Medvirkende
- Jane Fearnley som Miriam Fontaine
- Allan Murnane som Tom Watson
- Hamilton Revelle som Claude Leffingwell
- Elsie Esmond som Anne Schultz
- Henry Bergman